# Ismael Fuentes de Garay
 (décembre 2018).
Si vous disposez d'ouvrages ou d'articles de référence ou si vous connaissez des sites web de qualité traitant du thème abordé ici, merci de compléter l'article en donnant les références utiles à sa vérifiabilité et en les liant à la section « Notes et références ».
Pour les articles homonymes, voir Fuentes et Garay.
Ismael Fuentes de Garay (dit Tito) (6 septembre 1974) est un chanteur et guitariste mexicain jouant pour le groupe Molotov.

## Biographie
Fils d'un exilé après la guerre à Barcelone, ses parents sont maintenant séparés. Il a étudié jusqu'au lycée. Avant de former Molotov, il faisait partie d'un groupe de rock appelé La Candelaria, dont Micky Huidobro faisait également partie.
Il est le guitariste principal de Molotov et, comme ses coéquipiers, il chante et joue d'autres instruments tels que la basse dans "Frijolero". Il est l'auteur de plusieurs des chansons les plus connues du groupe, telles que "Voto Latino", "Puto", "El Mundo", "Here We Kum" et "Yofo", entre autres.
Il était l'un des représentants de Molotov dans le programme de Brozo El Notifiero, aux côtés de Paco Ayala. Ils réclamaient le paiement de la vidéo non transmise "Nous voulons voir Golazos" que Televisa leur avait commandée, mais il s'agissait d'une "chanson vulgaire". [Citation nécessaire]
En 2007, il a publié un EP solo appelé Sin Titolo dans le cadre de la série d’EP des membres Molotov qui a abouti à l’album Eternamiente. Plus tard, la chanson "Yofo" sera le premier single d'Eternamiente. En l'an 2010 participe à l'album Pericos & Friends en étant l'une des voix (Ensemble avec Gondwana et You Will Not Like, la nouvelle version de "Without Chains" de Los Pericos. Pour 2012, apparaît dans le documentaire "Done Au Mexique, "réalisé par Duncan Bridgeman, pour qui il a enregistré (avec ses compagnons Randy Ebright et Francisco Ayala) la chanson" I Free Car I Think ", à laquelle participe également Residente (Calle 13), exécutant la musique de Molotov et les paroles de Residente (Calle 13) En 2014, il collabore à l'album Rebel Cats et Sus Amigos, de Rebel Cats, sur la chanson "Fun". La même année, il enregistre les mêmes guitares de la chanson. "Inévitable" du groupe de Liquits.